# Bill Holland
Bill Holland, ameriški dirkač Formule 1, * 18. december 1907, Severna Karolina, ZDA, † 19. maj 1984, Severna Karolina, ZDA.
Bill Holland je pokojni ameriški dirkač, ki je med letoma 1947 in 1953 sodeloval na ameriški dirki Indianapolis 500, ki je med letoma 1950 in 1960 štela tudi za prvenstvo Formule 1. Na dirki leta 1949 je zmagal, leta 1950 pa je bil drugi. Umrl je leta 1974.